# Filipp Egorov
Filipp Evgen’evič Egorov (in russo Филипп Евгеньевич Егоров?; traslitterazione anglosassone Filipp Yevgenyevich Yegorov; Orël, 8 giugno 1978) è un bobbista russo.

## Biografia
Ai XX Giochi olimpici invernali (edizione disputatasi nel 2006 a Torino, Italia) vinse la medaglia d'argento nel Bob a 4 con i connazionali Aleksandr Zubkov, Aleksej Selivërstov e Aleksej Voevoda partecipando per la nazionale russa, venendo superati da quella tedesca.
Il tempo totalizzato fu di 3:40.55, mentre il tempo dei tedeschi fu di 3:40.42.

## Palmarès

### Olimpiadi
- 1 medaglia:
  - 1 argento (bob a due a Torino 2006).